# Senostoma
Senostoma – rodzaj muchówek z rodziny rączycowatych (Tachinidae).

## Wybrane gatunki
- S. apicale Curran, 1938
- S. appendiculatum Macquart, 1851
- S. atripes Malloch, 1930
- S. basale Curran, 1938
- S. brevipalpe Macquart, 1846
- S. commune Malloch, 1930
- S. flavipes Barraclough, 1991
- S. flavohirtum Malloch, 1930
- S. hirsutilunula Barraclough, 1992
- S. hirticauda Malloch, 1930
- S. hyria Walker, 1849
- S. longimentum Barraclough, 1992
- S. mcalpinei Barraclough, 1992
- S. mixtum Malloch, 1930
- S. modestum Malloch, 1930
- S. nigrihirtum Malloch, 1930
- S. nigropilosum Barraclough, 1992
- S. nigrospiraculum Barraclough, 1992
- S. notatum Walker, 1853
- S. pallidihirtum Malloch, 1930
- S. pectinatum Barraclough, 1992
- S. punctipenne Macquart, 1846
- S. rubricarinatum Macquart, 1846
- S. setigerum Malloch, 1930
- S. setiventre Malloch, 1930
- S. simulcercus Barraclough, 1992
- S. taylori Curran, 1938
- S. tenuipes Bigot, 1885
- S. tessellatum Macquart, 1851
- S. testaceicorne Macquart, 1851
- S. unipunctum Malloch, 1930
- S. variegatum Macquart, 1847